# Eugenia quadrangularis
Eugenia quadrangularis är en myrtenväxtart som beskrevs av Pierre Étienne Simon Duchartre och August Heinrich Rudolf Grisebach. Eugenia quadrangularis ingår i släktet Eugenia och familjen myrtenväxter.
Artens utbredningsområde är Guadeloupe. Inga underarter finns listade i Catalogue of Life.